# شارجية (القفر)

تعديل مصدري - تعديل

شارجية هي إحدى قرى عزلة حمير بمديرية القفر التابعة لمحافظة إب، بلغ تعداد سكانها 153 نسمة حسب تعداد اليمن لعام 2004.